# Gymnema cumingii
Gymnema cumingii är en oleanderväxtart som beskrevs av Rudolf Schlechter. Gymnema cumingii ingår i släktet Gymnema och familjen oleanderväxter. Inga underarter finns listade i Catalogue of Life.